# Taihao
Taihao of Tai Hao is een figuur uit de Chinese mythologie. Sinds de Han-tijd wordt hij vereenzelvigd met Fuxi, een van de Drie Verhevenen. In oudere bronnen lijkt het echter een aparte godheid te zijn geweest, gezien zijn naam mogelijk een god van het licht.

## God van het licht
In de 'lijst van belangrijke personen uit verleden en heden' (gujinren biao, 古今人表), juan 20 van de Hanshu wordt Taihao genoemd als de omgangsnaam van Fuxi, een van de Drie Verhevenen. Dat waren cultuurhelden die volgens de traditie stapsgewijs elementen van de Chinese beschaving aan de bevolking hebben bijgebracht. In oudere bronnen wordt echter geen relatie met Fuxi gelegd en lijkt Taihao een aparte godheid te zijn geweest. Hoewel zijn rol schimmig blijft, was hij, gezien de betekenis van zijn naam (Tai betekent 'groot', 'opperste' en Hao is 'schitterend, hel licht') mogelijk een god van het licht. Pas sinds de Han-tijd wordt Taihao volledig vereenzelvigd met Fuxi.

## Andere functies
In het Boek van de bergen en de zeeën (Shanhaijing, 山海經) wordt Taihao genoemd als de stamvader van het volk van de staat Ba in het huidige Sichuan. Taihao verwekte Xianniao, die verwekte Chengli en die verwekte Houzhao. Hij was de eerste mens van Ba.
In het hoofdstuk over de kalender in Liji wordt Taihao net als in Chuci Zhangju (楚辭章句), het commentaar van Wang Yi (王逸) op de Liederen van Chu (Chuci, 楚辭) de god van het oosten genoemd. Hij werd onder invloed van de leer van de Vijf Elementen gesymboliseerd door de kleur groen. Taihao behoorde volgens deze traditie samen met de 'Vlammenkeizer' (Yandi), Shaohao en  Zhuanxu tot de Vier Keizers die tegen de Gele Keizer (Huangdi) in opstand kwamen. Uiteindelijk werden zij door de Gele Keizer verslagen.